# Rue Modeste-Schickelé
La rue Modeste-Schickelé (en alsacien : Brunnegässel) est une voie de Strasbourg située dans le quartier de la Krutenau. 

## Situation et accès
Parallèle à la rue des Bateliers et à la rue des Trois-Gâteaux, qui la rejoint ensuite au sud, elle va du no 30 du quai des Bateliers à la place Sainte-Madeleine, où se trouve l'église du même nom.

## Histoire et origine du nom
En 1537 la voie est attestée sous le nom de Gangolfsgesselin. En 1735, 1751 et 1792 elle se nomme « rue du Puits », en référence à un puits communal, présent du XVe au XVIIIe siècle.
Le thème du puits se prolonge au XIXe siècle : Brunnen-Gässlein (1817), impasse du Puits (1858), Brunnen Gässchen (1872),  Brunnensackgässchen (1875).

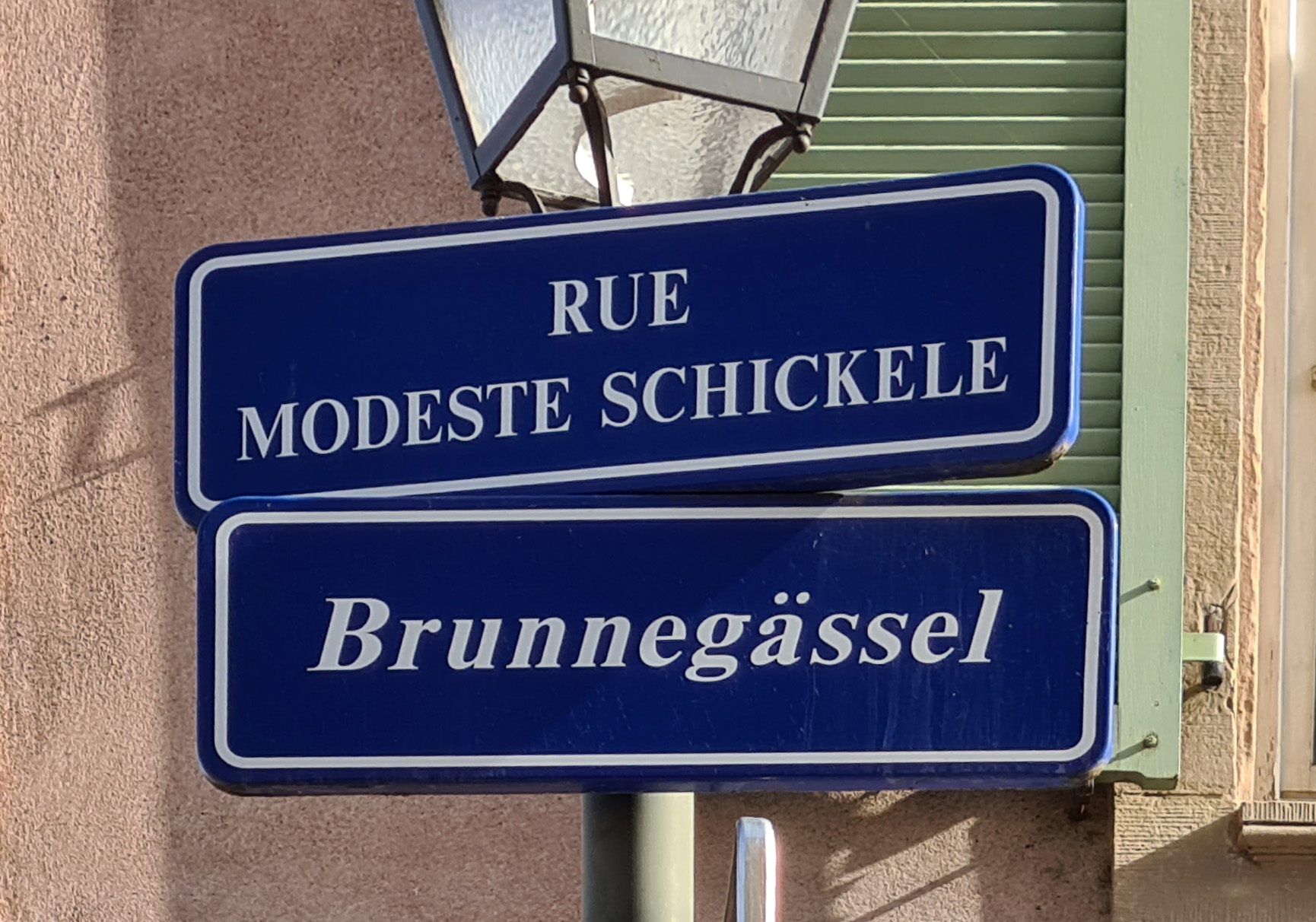
Plaque bilingue, en français et en alsacien.

En 1919 la voie est nommée « rue Modeste-Schickelé », en hommage à Mgr Modeste Schickelé (1836-1925), prélat et historien, qui fut curé de l'église Sainte-Madeleine de 1879 à 1903, puis chanoine de la cathédrale.
Au moment de l'occupation, les autorités allemandes la renomment Brunnensackgässchen, mais en 1945 elle retrouve définitivement son appellation française, rue Modeste-Schickelé.
À partir de 1995, des plaques de rues bilingues, à la fois en français et en alsacien, sont mises en place par la municipalité lorsque les noms de rue traditionnels étaient encore en usage dans le parler strasbourgeois. Le nom de la rue est alors sous-titré Brunnegässel.

## Bâtiments remarquables
Quai des BateliersLa rue s'ouvre sur le quai entre les nos 28 et 30. Le premier immeuble a été détruit pendant les bombardements de 1944, le deuxième a peu changé. Il abritait une brasserie au début du XXe siècle, aujourd'hui un club de billard.
Depuis la piétonnisation du quai en octobre 2019, les véhicules n'accèdent plus à la rue Modeste-Schickelé depuis les bords de l'Ill.

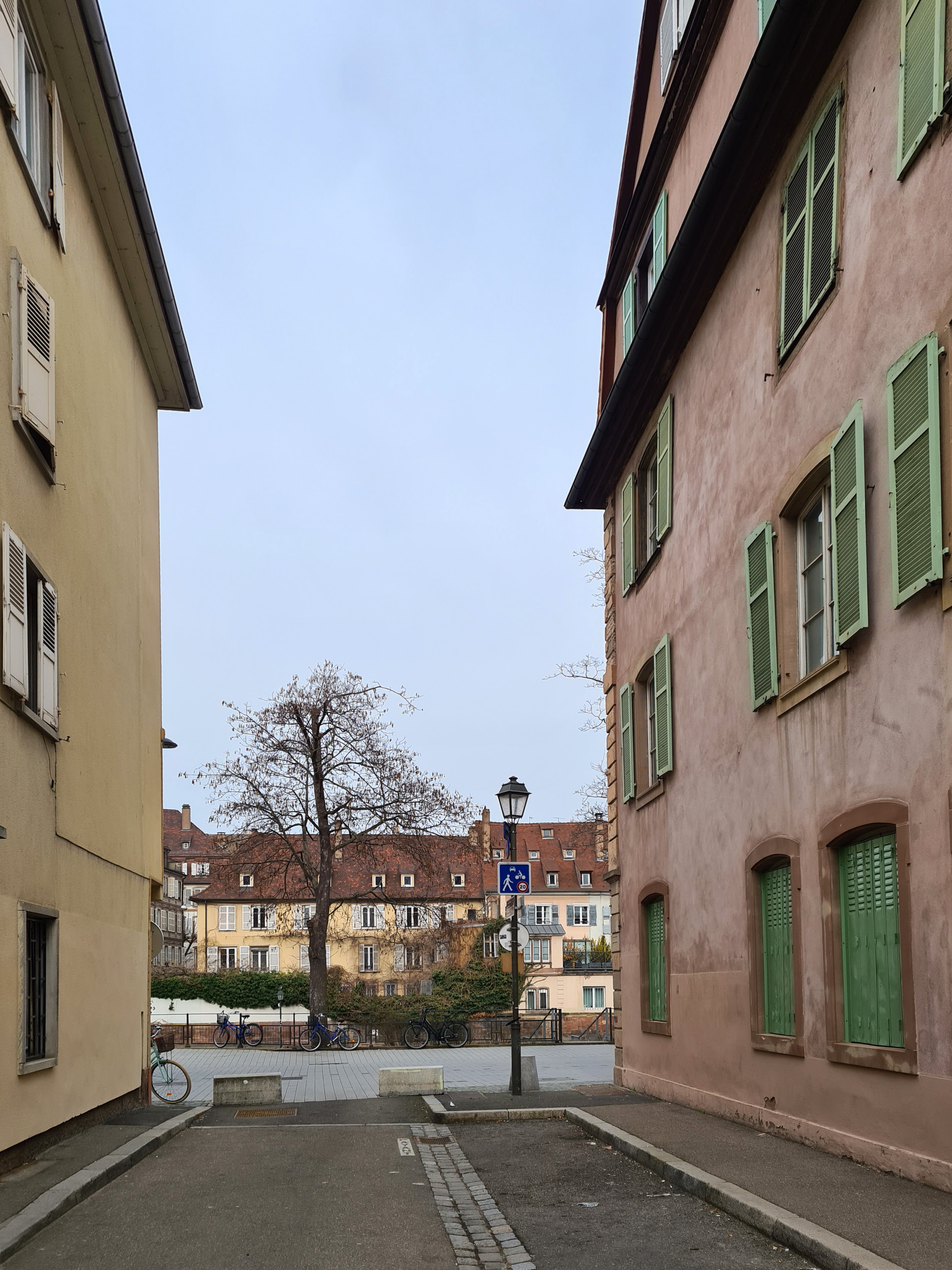
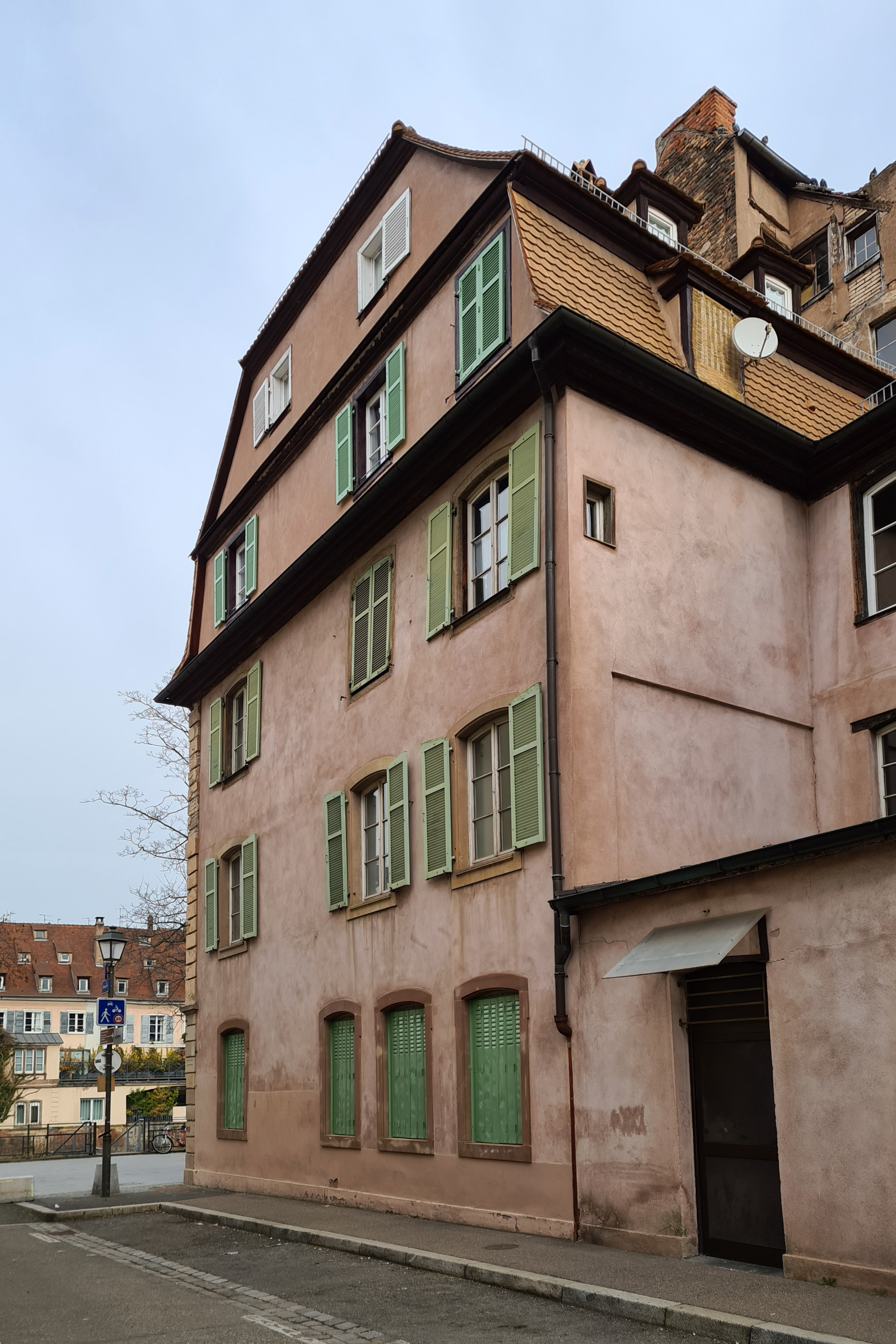
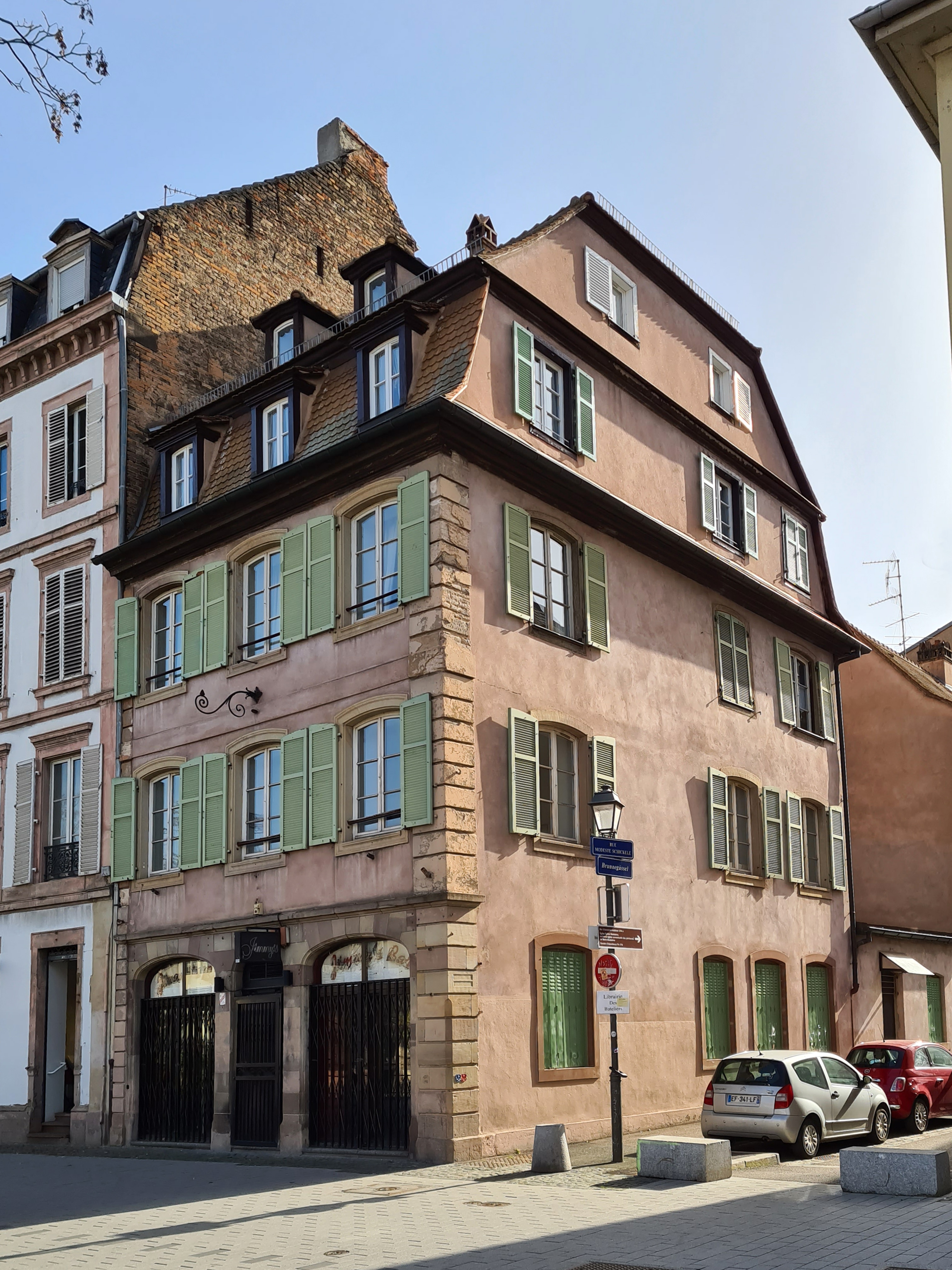

Ancien grenierConnu sous le nom de « grenier de Strasbourg », ce bâtiment en brique, avec un pignon en pan de bois, de plan rectangulaire irrégulier, est orienté nord-sud. Il mesure 19 m de long, le mur nord 7,5 m et le pignon sud 9,5 m. L'origine, la date de construction, le commanditaire et la destination de l'édifice demeurent mal connus. Cependant une étude dendrochronologique a permis de situer la construction dans la première décennie du XVIIe siècle.
Le grenier en totalité, avec sa structure intérieure, fait l'objet d'une inscription au titre des monuments historiques depuis 2004.

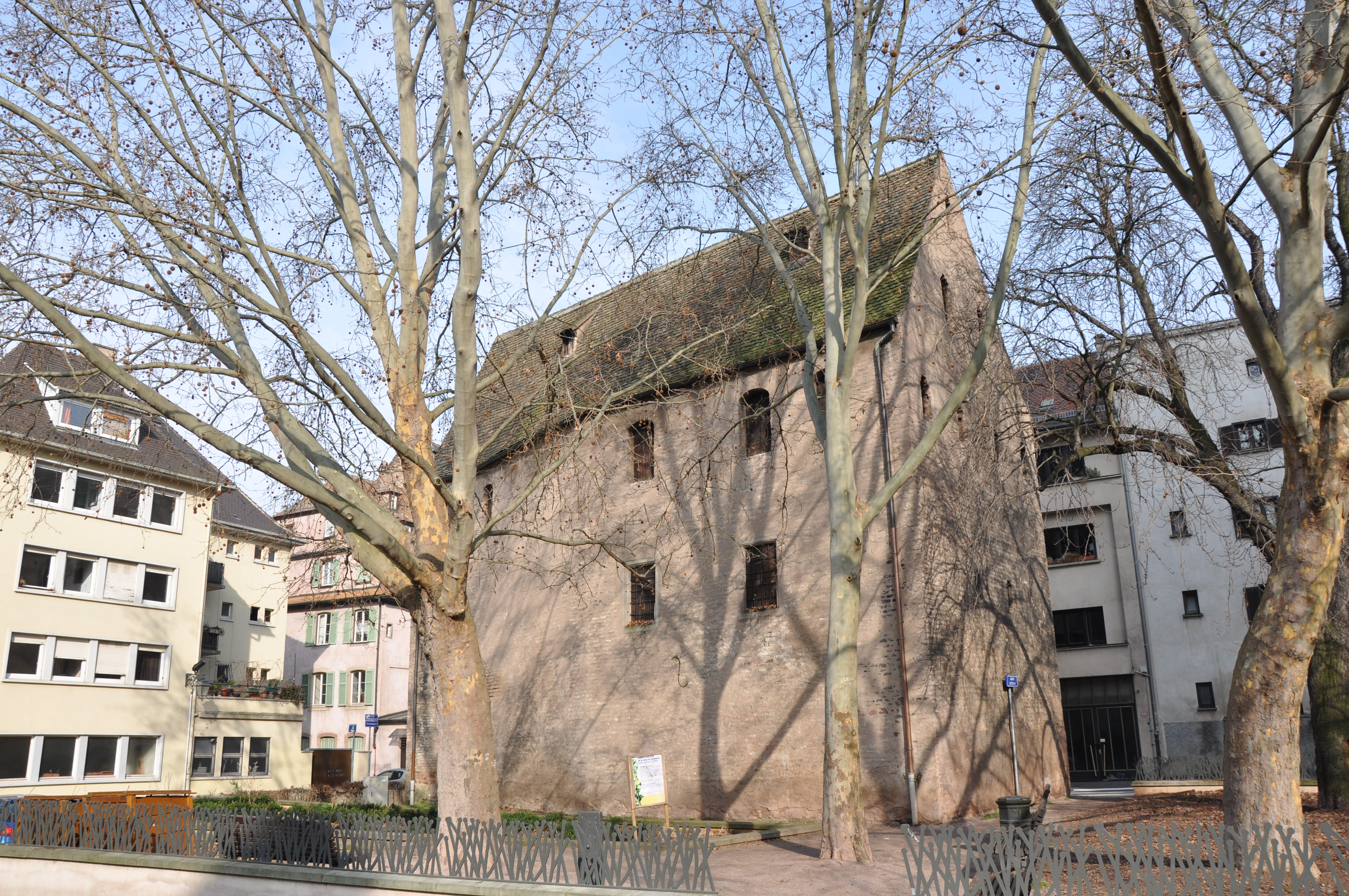
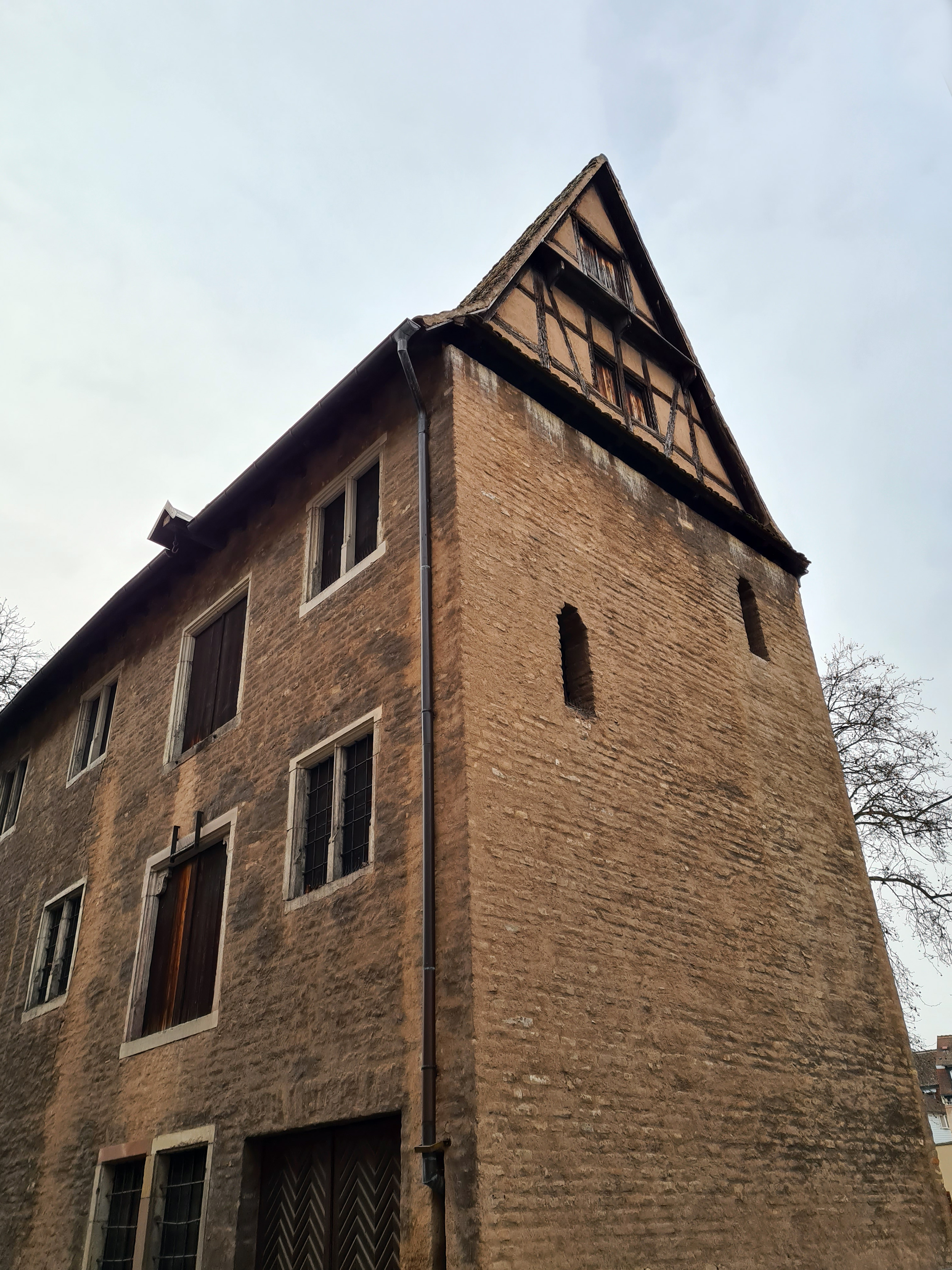
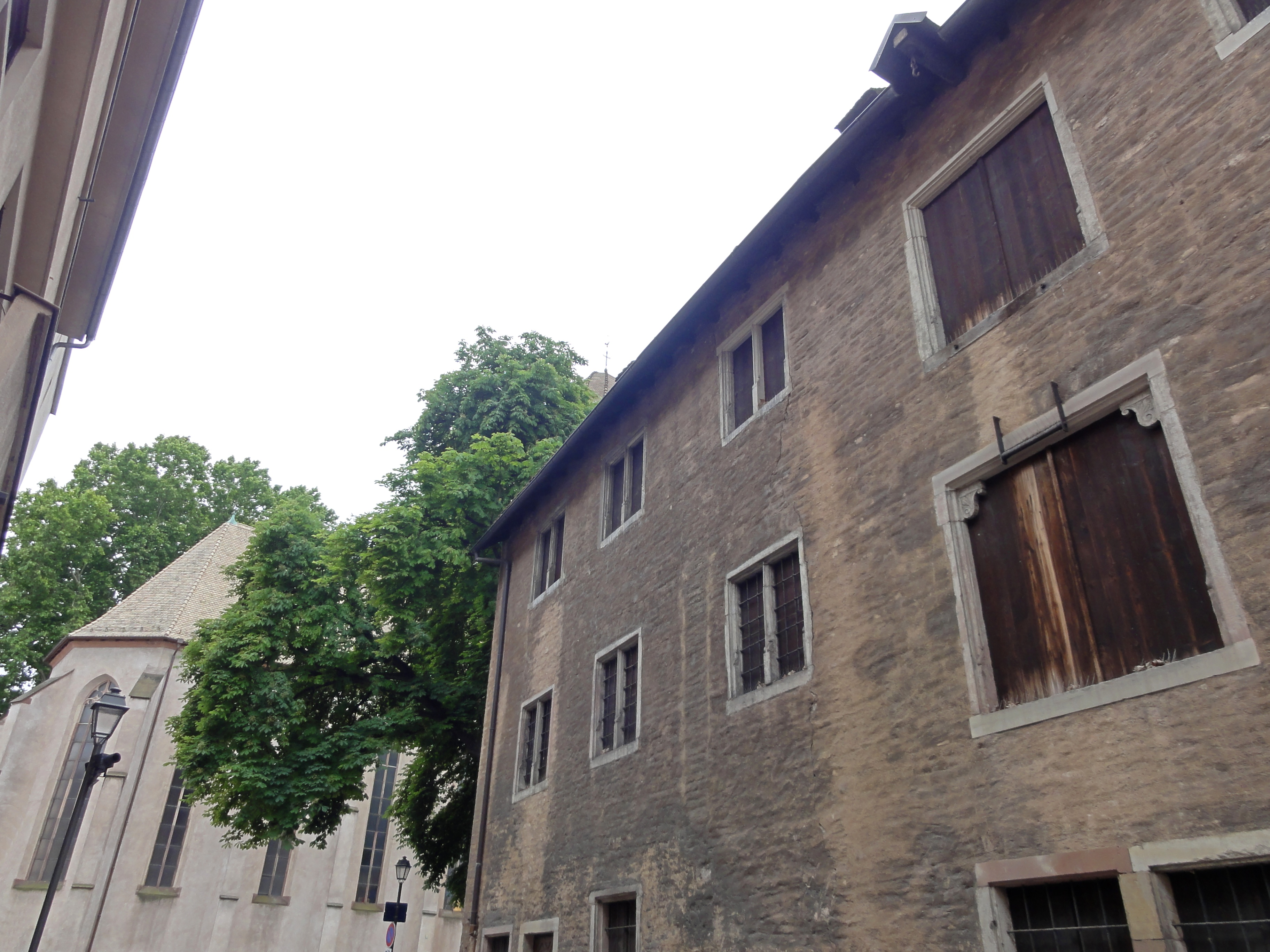

Église Sainte-MadeleineLa rue Modeste-Schickelé débouche au sud-ouest sur la place et l'église Sainte-Madeleine, édifiée en 1476. Les vestiges de l'ancien chœur avec ses peintures murales font l'objet d'un classement par les monuments historiques depuis 1898. Incendiée en 1904, reconstruite, elle a été à nouveau endommagée pendant la Seconde Guerre mondiale.